# Hořešovičky
Obec Hořešovičky se nachází v okrese Kladno, kraj Středočeský. Rozkládá se asi dvacet kilometrů severozápadně od Kladna a dvanáct kilometrů severozápadně od města Slaný. Žije zde 137 obyvatel.

## Historie
První písemná zmínka o obci pochází z roku 1227.

### Územněsprávní začlenění
Dějiny územněsprávního začleňování zahrnují období od roku 1850 do současnosti. V chronologickém přehledu je uvedena územně administrativní příslušnost obce v roce, kdy ke změně došlo:
- 1850 země česká, kraj Praha, politický i soudní okres Slaný[4]
- 1855 země česká, kraj Praha, soudní okres Slaný[4]
- 1868 země česká, politický i soudní okres Slaný[4]
- 1939 země česká, Oberlandrat Kladno, politický i soudní okres Slaný[5]
- 1942 země česká, Oberlandrat Praha, politický i soudní okres Slaný[6]
- 1945 země česká, správní i soudní okres Slaný[7]
- 1949 Pražský kraj, okres Slaný[8]
- 1960 Středočeský kraj, okres Kladno[9]

### Rok 1932
V obci Hořešovičky (312 obyvatel, četnická stanice) byly v roce 1932 evidovány tyto živnosti a obchody: cihelna, obchod s dobytkem, hostinec, kovář, obuvník, obchod s lahvovým pivem, 6 rolníků, obchod se smíšeným zbožím, trafika, truhlář, zámečník.

## Doprava
- Silniční doprava – Do obce vedou silnice III. třídy. Katastr obce protíná silnice I/7 z Prahy a Slaného do Loun a Chomutova

- Železniční doprava – Železniční trať ani stanice na území obce nejsou. Nejblíže obci je železniční stanice Klobuky v Čechách ve vzdálenosti 4,5 km ležící na trati 110 z Kralup nad Vltavou a Slaného do Loun.

- Autobusová doprava – V obci zastavovaly v červnu 2011 autobusové linky jedoucí do těchto cílů: Chomutov, Jirkov, Litvínov, Louny, Most, Praha, Slaný.[11]

## Pamětihodnost
- Kaplička na návsi, barokní kolem pol. 18. století, se znakem Kinských
- Usedlost čp. 15